# Південний Камаринес
Південний Камаринес (бік.: Habagatan na Camarines; філ.: Timog Camarines) — провінція Філіппін, розташована в регіоні Бікол на острові Лусон. Адміністративним центром є місто Пілі. Провінція межує на північному заході з провінціями Північний Камаринес, на півдні — з провінцією Албай, на сході лежить острівна провінція Катандуанес. Південний Камаринес є найбільшою серед шести провінцій регіону Бікол як за чисельністю населення, так і за площею.
Клімат провінції тропічний. Сухий період з березня по травень і вологий — решту року. Середньорічна кількість опадів становить 2 565 мм.
Адміністративно поділяється на 2 незалежних міста та 35 муніципалітетів. Більшість населення сповідують католицтво (93%). Інші релігії представленні протестантськими напрямками та мусульманством.
Економіка провінції заснована на сільському господарстві. Основними видами продукції є: рис, кукурудза, риба, м'ясо, кокосовий горіх, цукор, абака і латаття. Місцеві підприємці займаються торгівлею з сусідніми провінціями. Одним з основних доходів сільського населення є ремісництво. Також існує виробництво паперу.